# 1996年のF1世界選手権

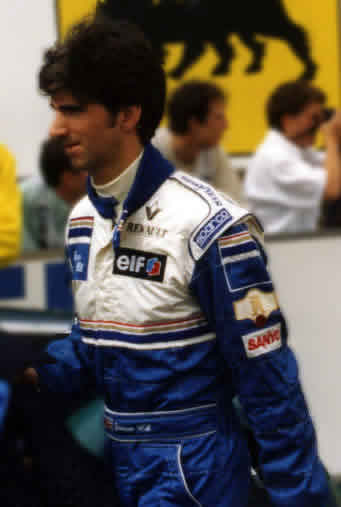
1996年のF1世界選手権においてドライバーズタイトルを獲得したデイモン・ヒル

1996年のF1世界選手権（1996ねんのエフワンせかいせんしゅけん）は、FIAフォーミュラ1世界選手権の第47回大会である。1996年3月10日にオーストラリアで開幕し、10月13日に日本で開催される最終戦まで、全16戦で争われた。

## シーズン概要

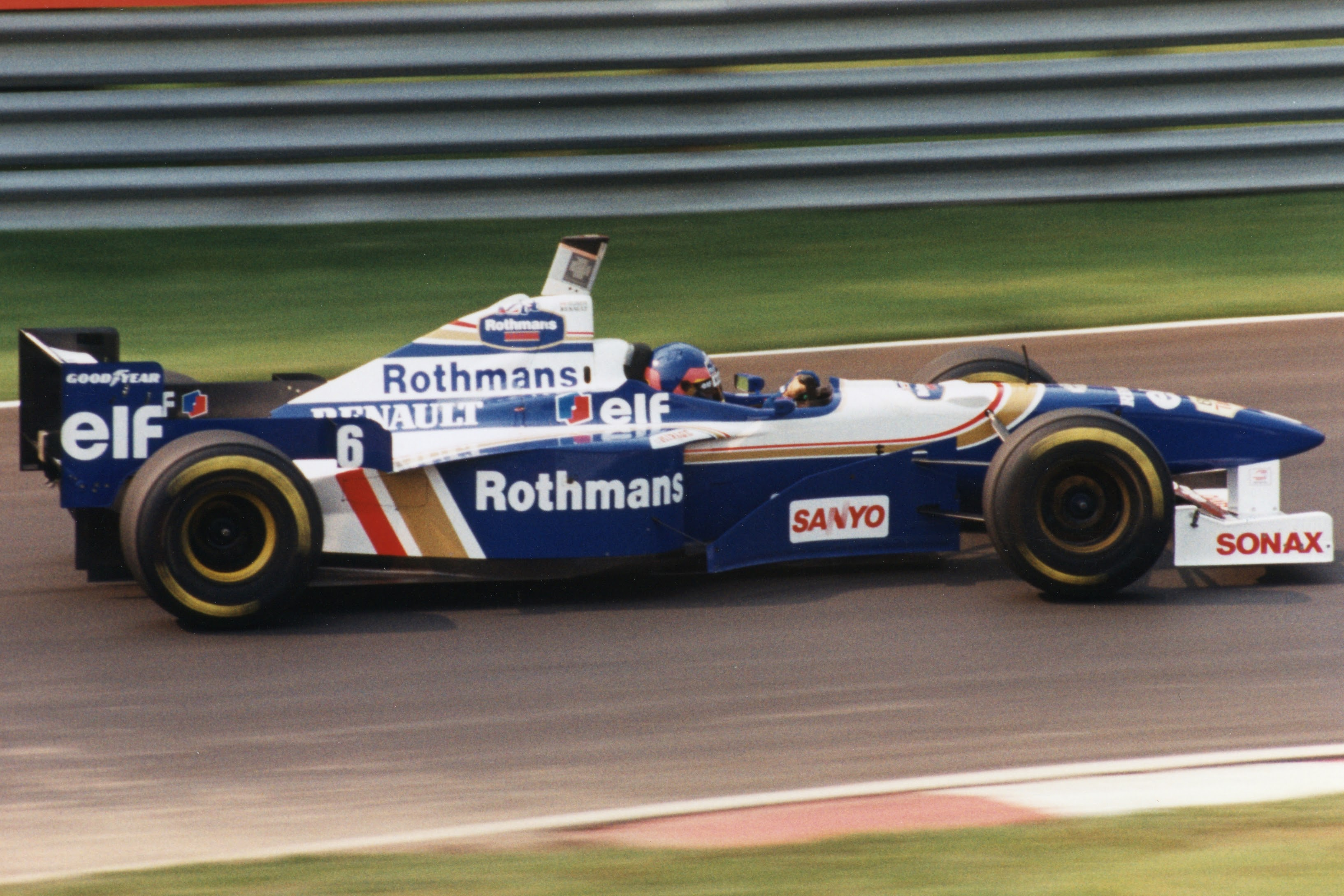
ウィリアムズ・FW18（ジャック・ヴィルヌーヴ）

過去2年チャンピオン争いをしていたウィリアムズのデイモン・ヒルが三度目の正直にて悲願のワールドチャンピオンに輝いたシーズンである。2年連続でチャンピオンになったミハエル・シューマッハのフェラーリ移籍や往年の名ドライバーのジル・ヴィルヌーヴの息子であり、前年のインディチャンピオンであるジャック・ヴィルヌーヴのウィリアムズへの加入など、開幕前のストーブリーグの話題が大きかったシーズンでもあった。この年はウィリアムズのマシンが頭一つ抜きん出てる速さを見せ、チャンピオン争いはヒルとヴィルヌーヴというウィリアムズ同士の2人で争われ、往年の名ドライバーの2世対決としても話題を呼んだ。ドライバーズチャンピオンシップは最終戦までもつれたものの、ヴィルヌーヴのリタイアによって決勝レース中にヒルの初めての戴冠が決定し、父親のグラハム・ヒルに続く史上初の親子2代のF1ワールドチャンピオンが実現している。ウィリアムズは前年ベネトンに奪われたコンストラクターズチャンピオンシップの奪還にも成功したが、これは2位以下にダブルポイント差をつける圧勝であった。エンジンを供給しているルノーは1992年から続けて5連覇を達成し安定した強さを見せたものの、その一方で1997年シーズンでのF1ワークス活動の停止を発表している。

## 2世ドライバーによるチャンピオン争い
デイモン・ヒルがウィリアムズで4年目のシーズンを迎え、チームメイトにはかつてのフェラーリ伝説のドライバージル・ヴィルヌーヴの息子であるジャック・ヴィルヌーヴが加入した。ヴィルヌーヴは前年のアメリカCART選手権の現役チャンピオンとしてF1に参戦することになった。
この年のウィリアムズFW18は前年のFW17の信頼性に欠けた部分を改善し、レーキ角（マシンの前傾角度）を高めに設定し空力面でも新たな挑戦をしたマシンであったが、他チームのマシンより頭一つ抜け出た性能を発揮し、16戦にて12勝を挙げチーム史上シーズン最多勝を記録した。
注目されたヴィルヌーヴは開幕戦のオーストラリアGPでいきなりポールポジション（PP）を獲得すると、決勝でもファステストラップ（FL）を叩き出し、残り5周のところまでトップを走行するなど、あわやデビュー戦でのハットトリック（PP、FL、優勝）達成の快挙かと思われたが、オイル漏れが激しくなりペースを落とさざるを得ず、トップをヒルに譲っての2位表彰台でのデビューとなった。ヴィルヌーヴの初優勝はドイツ・ニュルブルクリンクで開催された第4戦ヨーロッパGPであった。ヴィルヌーヴは予選2位からのスタートであったが、PPのヒルがスタートに失敗するとトップを快走。ヒルはピット作業も長引いてしまい脱落する展開となり、フェラーリのシューマッハと互いにFLを出し合う激しいマッチレースとなったものの、最後は猛追を振り切って初優勝を達成した。
その一方でドライバーズチャンピオンシップはヒルがリードする展開となった。ヒルは第9戦フランスGP終了時点までで6勝を積み上げ、ポイントでも25ポイントヴィルヌーヴをリードしたが、第10戦イギリスGPから流れが変わり始めた。
イギリスGPでヒルはタイヤトラブルから来る単独スピンにてリタイアを喫してしまうと、レースはヴィルヌーヴが今季2勝目を挙げる展開となり、ポイント差を一気に縮められた。その後の第11戦ドイツGPはヒルが優勝したものの、第12戦ハンガリーGPから第15戦ポルトガルGPまでヴィルヌーブは4戦連続でヒルよりも前でゴールをし続け、ポイント差を縮めていった。ドライバーズチャンピオンシップはヒルが優位な立場にいたものの、9ポイントの差で最終戦の日本GPまでもつれる展開となった。
最終戦の日本GPでのチャンピオン決定の条件は、ヴィルヌーヴは優勝が絶対条件であり、かつヒルがノーポイント（7位以下又はリタイア）にならない限りヴィルヌーヴの逆転戴冠はないという、ヒルにとっては絶対的に有利な状況であった。予選ではヴィルヌーヴがPPを獲得しヒルに対してプレッシャーをかけたものの、ヴィルヌーヴは決勝スタートにて大きく出遅れてしまい1コーナーでは7位まで順位を下げてしまう。ヒルは悠々とトップを堅持して周回を重ねる展開の中、ヴィルヌーヴもファステストラップを叩き出して着実に順位を上げながら追撃をしていたが、37周目に入った第1コーナーにて左リアタイヤが外れてしまうアクシデントが発生しその場でリタイアとなり、レース終了を待たずにヒルのチャンピオンが決定している。
ヴィルヌーヴはこの年チャンピオンにこそなれなかったものの、F1初挑戦の中で3PP4勝11度の表彰台をマークし、ドライバーズランキング2位に入る結果を残した。一方のヒルはシーズンで9PP8勝の成績を残し、過去2年シューマッハに競り負けていたドライバーズチャンピオンシップを三度目の正直にてようやく手にしている。また、このヒルの戴冠は父親であるグラハム・ヒルに続くF1史上初の親子2代チャンピオンということになった。ウィリアムズはチームでもコンストラクターズチャンピオンシップで2位以下にダブルポイント以上をつける圧勝にて制し、ドライバーとダブルタイトル獲得となった。

## チャンピオン戴冠したヒルの放出
チャンピオンを決めたデイモン・ヒルであったが、翌シーズンの契約に関しては交渉がスムーズに進まず、逆にチームからイタリアGPを目前に控えた8月26日に解雇通告を受ける事態となった。このヒルの解雇劇はウィリアムズチームがルノー撤退後にBMWのワークスエンジンを狙っており、そのためにドイツ人ドライバーとの契約を欲していた面があると言われている。ヒルの元には、プロスト・グランプリやジョーダン、スチュワート・グランプリから複数年のオファーがあったものの、翌シーズンオフにマシンデザイナーであるエイドリアン・ニューウェイが移籍をしたマクラーレンへの移籍を見越して、ヒル自身が単年契約を望んでいたことから、結局中堅のアロウズへ移籍することになった。この解雇劇はヒルに信頼を寄せていたデザイナーのエイドリアン・ニューウェイの逆鱗に触れ（チームからは事前の相談もなかった）、チーム方針を巡って意見の不一致もあり、ニューウェイはウィリアムズと決別しマクラーレンへ移籍を決断。1996年は結果的に影響はなかったものの、1997年のマシン設計とその完成を見届けると、それ以降の開発作業には関わらないとして出社を拒否したとされる。1997年はチーム側はニューウェイ不在のままシーズンを迎えることとなり、逆に両者は法廷闘争に発展。当時はニューウェイの移籍騒動という程度の認識であったが、これらが後々ウィリアムズにとって大きな影響を及ぼす事になってしまうのであった。

## フェラーリのシューマッハ移籍

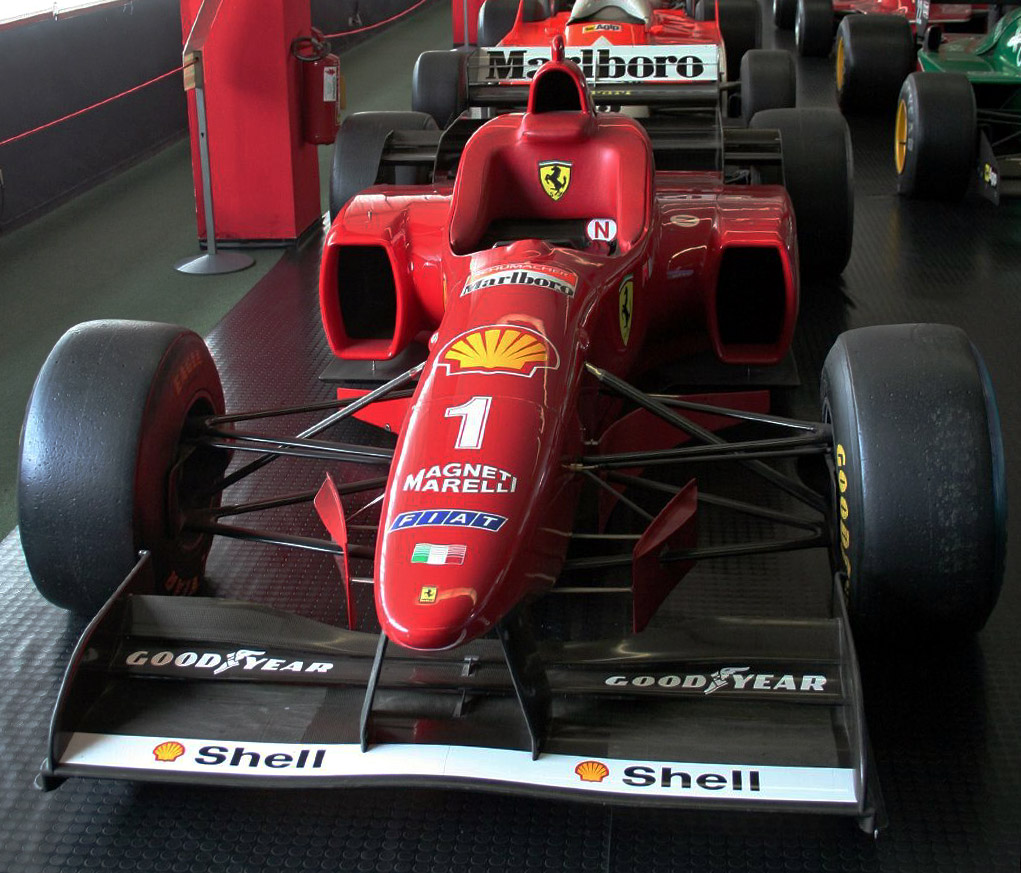
フェラーリ・F310

2年連続チャンピオンとなったミハエル・シューマッハがフェラーリへ移籍。シューマッハ本人は当時のチーム力からすぐさまタイトル争いに加わるのは無理と言い切るも、「3勝」を目標にシーズン開幕を迎えている。シューマッハはウェットコンディションとなった第7戦スペインGPで移籍後初優勝を達成すると、第13戦ベルギーGPとフェラーリの地元である第14戦イタリアGPでも優勝し、目標の3勝を挙げ、公約を果たすことに成功している。また、PPも第5戦サンマリノGPで今季初のPPを獲得し計4回を記録。イタリア国内のレースで結果を残したことによって、フェラーリ復活を望むティフォシの大きな期待に応え、信頼を勝ち取っている。そうした一方で課題も残った。この年のフェラーリ・F310はギアボックスの信頼性不足も含め、マシントラブルが多く、同じく新加入したエディ・アーバインは開幕戦こそ3位表彰台に登ったものの、表彰台はこの開幕の1度に留まり、完走も6度しかできていない。最終的にはシューマッハの活躍によって、1990年以来のコンストラクターズ2位を記録している。

## ベネトンの未勝利
前年シューマッハとジョニー・ハーバートの活躍により、チーム初のダブルタイトルを獲得したベネトンであったが、シューマッハの移籍に伴い、結果入れ替わる形で元フェラーリコンビのジャン・アレジとゲルハルト・ベルガーが加入した。しかし、アレジ・ベルガー共々、シューマッハ好みのマシンの扱いに苦心したシーズンと言われている。アレジはサバイバルレースとなったモナコGPでトップに躍り出るもサスペンショントラブルでリタイアを喫し、ベルガーもドイツGPで残り3周までトップを走りながらエンジンブローにてリタイアするなど、両ドライバーとも勝負所でマシンの信頼性の低さに泣かされている。結局アレジは8度の表彰台を含む11度の入賞、ベルガーは2度の表彰台を含む7度の入賞をマークしたものの、1988年以来の未勝利にてシーズンを終えている。さらにこのシーズン終了後に、シューマッハを追うようにテクニカルディレクターのロス・ブラウンがフェラーリに移籍。チーフデザイナーのロリー・バーンも今年度を以てベネトンを去り、本人はそのままF1引退をするつもりであったが、フェラーリ陣営からの熱心な勧誘によりフェラーリ加入を決断。チームからのスタッフの流出が目立ち始め、シューマッハの移籍をきっかけにチーム力の低下が始まり出してしまっていた。

## マールボロカラーのマクラーレンの終わり
ナイジェル・マンセルが不発に終わったマクラーレンにはウィリアムズからデビッド・クルサードが加入し、ミカ・ハッキネンとコンビを組んだ。前年は2年連続で未勝利に終わり、表彰台も2度に留まるなど、マクラーレンは低迷期を迎えつつあった。前年の最終戦でハッキネンがクラッシュにより自らの舌を噛み切ってしまう重傷を負ってしまったが、2月のテストから復帰し好タイムをマークしている。この年のMP4/11はハッキネンの怪我の影響もあり、クルサードとアドバイザーとしてチームに在籍していたアラン・プロストのテスト走行によって製作された。不振からの脱却を目指しチームスタッフにもテコ入れを行ったものの、前半戦は二人で入賞6回、表彰台1回と苦戦を強いられた。第10戦のイギリスGPから改良型のMP4/11Bを投入するとハッキネンが4度の3位表彰台を獲得するに至っている。また、1974年からスポンサードを続けてきたマールボロ（フィリップモリス社）であったが、スポンサー側の意向（フェラーリへの一本化）により、スポンサードの打ち切りが決定し、マールボロカラーのマクラーレンのマシンはこの年を以って見納めとなっている。

## リジェ最後の勝利
リジェは前年に引き続き無限ホンダエンジンにて参戦した。前年にフラビオ・ブリアトーレと共に共同オーナー就任していたトム・ウォーキンショーがチームの完全買収を目論み、イギリス人スタッフを増やすなどした行動がフランス政府や創設者のギ・リジェの顰蹙を買ってしまった結果、フランス系企業のスポンサーマネーが減少し、チームは資金難を迎えつつあった。ドライバーはオリビエ・パニスが3年目のシーズンを迎え、ウォーキンショーと旧知の間柄であったマーティン・ブランドルはジョーダンに移籍することとなり、前年のルーキーで豊富な個人スポンサーを抱えているペドロ・ディニスが加入し、チームの資金難を補っている。この年のJS43はチームの資金事情もあり大きなアップデートができず信頼性も高くはなかったが、朝の雨で路面が濡れていた第6戦モナコGPにおいて、完走7台（チェッカーフラッグを受けたのはわずか3台）のサバイバルレースを制し、パニスが自身初優勝（結果としてキャリア唯一の優勝でもあった）を遂げる快挙を成し遂げている。この優勝はリジェチームとしては1981年カナダGPでジャック・ラフィットが達成して以来となり（リジェとして最後の優勝でもある）、エンジンを供給している無限ホンダにとってはF1参戦5年目での初めての優勝となった。

## 日本人ドライバー概要
前年限りで鈴木亜久里がF1を引退。また、前年アロウズからフル参戦した井上隆智穂は、一旦はミナルディにシートを得たものの、約束していた井上の個人スポンサーからのスポンサーフィーの支払いが滞ってしまった結果シートを喪失し、この年の日本人ドライバーの参戦は片山右京のみとなっている。
片山はF1参戦5年目、ティレルでも4年目のシーズンを迎えた。この年はヤマハエンジンが軽量化を推し進めていたものの、肝心の信頼性が高くはなく、片山自身も8戦連続リタイアを喫するなど、前年に引き続き苦しいシーズンを過ごした。また、片山自身の契約更改がマシン開発より遅れを取ってしまったため、パートナーのミカ・サロに合わせてマシン開発が進められてしまった点も苦戦の一因となったといわれている。完走は6度に留まっており、最高位は第12戦ハンガリーGPでの7位と入賞できずにシーズンを終えた。また、シーズン中にヤマハがこの年限りでティレルとのパートナーシップを解消することが決定し（翌年はアロウズへの供給がシーズン中に決定した）、さらに片山自身の「人間片山右京が終わるわけではない」との発言もあり、去就にも大きな注目が集まったものの、翌年はミナルディへの移籍が決まっている。

## トピック
- ルノーが1997年一杯でのワークスエンジン供給終了を発表。フランスGPではルノーエンジン搭載車が1 - 4位に入賞（ヒル-ヴィルヌーヴ-アレジ-ベルガー）。1987年イギリスGPのホンダエンジン以来となる快挙を地元で達成した。
- 前年から新規参戦を果たしたフォルティ・コルセであったが、豊富な個人スポンサーを抱えていたペドロ・ディニスがリジェに移籍をしてしまったために資金難となり、エンジン供給がストップされてしまったことで、参戦を断念。第10戦イギリスGPを最後に撤退している。
- イタリアGPではシケインにタイヤバリアが設置されたが、決勝でトップ独走中のヒルが接触しリタイアするなど、アクシデントが続出した。
- ジャック・ヴィルヌーヴ、ジャンカルロ・フィジケラがデビュー。井上隆智穂がスポンサーの金銭トラブルで開幕戦を前に参戦中止。マーティン・ブランドル、ペドロ・ラミーがシーズン終了後に引退。アンドレア・モンテルミーニも結果的に今年度でF1を去ることとなった。コンストラクターとしては前年に登場したフォルティがシーズン中に撤退した。
- この年よりメルセデス・ベンツが公式セーフティカーを諸費用含めて無償提供を開始[4]。
- この年よりレースに出走するF1マシン全車に車載カメラが搭載されるようになった。

## レギュレーション変更

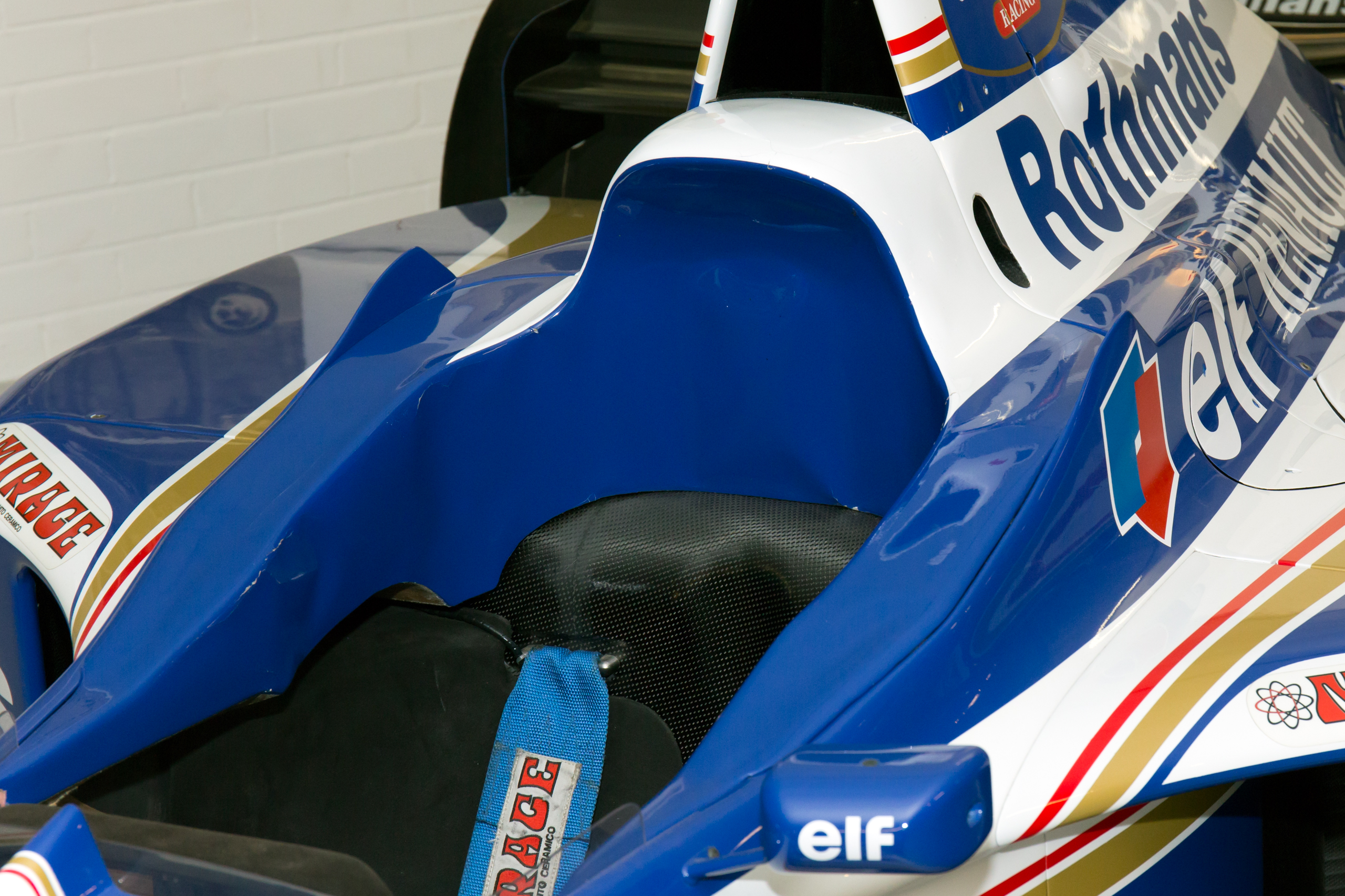
この年からコクピット開口部の左右にプロテクターを装着することが義務付けられた。ウィリアムズのFW18はプロテクターの端にフィンを設けることで高さを稼いでいる。

- 予選が金曜1回目・土曜2回目の2セッション方式から、土曜日の1セッションのみとなった。スケジュール進行は金曜午前がフリー走行1、金曜午後がフリー走行2、土曜午前がフリー走行3、土曜午後が予選という順番になる。
- ポールポジションタイムの107%をクリアできないドライバーは予選落ち（厳密には主催者側が予選時のコースコンディションやフリー走行でのラップタイムなどから、審議の上で決勝出場の可否を決定）とする「107%ルール」が導入された。
- レーススタート時の信号表示が「赤点灯→緑点灯」というグリーンシグナル方式から、「赤5つ点灯→全消灯」というブラックアウト方式に変更された。
- ドライバーの側頭部保護のためコックピットの横にプロテクターの装備が義務付けられたが、その形状に関してチームごとに解釈が分かれた。フェラーリやベネトンは規定通り大型のものを取り付けたが（「概要」のフェラーリ・F310の画像参照）、ウィリアムズやジョーダンはフィンで高さを稼ぎ、プロテクター部分を小型化した（本節の画像を参照）。この形状はリアウイングへの整流に影響し、ウィリアムズ勢の独走の要因にもなった。
- カーナンバー制度が変更された。チャンピオン在籍チームが1・2番を付けるのは同じだが、それ以外は前年度のコンストラクターズランキング順となった。これによりティレルの3・4番、ウィリアムズの5･6番、アロウズの9･10番、フェラーリの27・28番、ザウバーの29･30番といった馴染みの持ち番号が見られなくなった。(ただし、この年のウィリアムズは、チャンピオンのシューマッハがフェラーリへ移籍したことやそれに合わせてコンストラクターズランキング順に若い番号が割り当てられていったため、結果的にウィリアムズはカーナンバーは5・6が割り当てられることとなり、馴染みの番号となった)。

## 開催地及び勝者
| ラウンド | レース                   | 開催日   | 開催地                 | ポールポジション       | ファステストラップ     | 優勝者                 | コンストラクター    | レポート |
| -------- | ------------------------ | -------- | ---------------------- | ---------------------- | ---------------------- | ---------------------- | ------------------- | -------- |
| 1        | オーストラリアグランプリ | 3月10日  | メルボルン             | ジャック・ヴィルヌーヴ | ジャック・ヴィルヌーヴ | デイモン・ヒル         | ウィリアムズ-ルノー | 詳細     |
| 2        | ブラジルグランプリ       | 3月31日  | インテルラゴス         | デイモン・ヒル         | デイモン・ヒル         | デイモン・ヒル         | ウィリアムズ-ルノー | 詳細     |
| 3        | アルゼンチングランプリ   | 4月7日   | ブエノスアイレス       | デイモン・ヒル         | ジャン・アレジ         | デイモン・ヒル         | ウィリアムズ-ルノー | 詳細     |
| 4        | ヨーロッパグランプリ     | 4月28日  | ニュルブルクリンク     | デイモン・ヒル         | デイモン・ヒル         | ジャック・ヴィルヌーヴ | ウィリアムズ-ルノー | 詳細     |
| 5        | サンマリノグランプリ     | 5月5日   | イモラ                 | ミハエル・シューマッハ | デイモン・ヒル         | デイモン・ヒル         | ウィリアムズ-ルノー | 詳細     |
| 6        | モナコグランプリ         | 5月19日  | モナコ                 | ミハエル・シューマッハ | ジャン・アレジ         | オリビエ・パニス       | リジェ-無限ホンダ   | 詳細     |
| 7        | スペイングランプリ       | 6月2日   | バルセロナ             | デイモン・ヒル         | ミハエル・シューマッハ | ミハエル・シューマッハ | フェラーリ          | 詳細     |
| 8        | カナダグランプリ         | 6月16日  | モントリオール         | デイモン・ヒル         | ジャック・ヴィルヌーヴ | デイモン・ヒル         | ウィリアムズ-ルノー | 詳細     |
| 9        | フランスグランプリ       | 6月30日  | マニクール             | ミハエル・シューマッハ | ジャック・ヴィルヌーヴ | デイモン・ヒル         | ウィリアムズ-ルノー | 詳細     |
| 10       | イギリスグランプリ       | 7月14日  | シルバーストン         | デイモン・ヒル         | ジャック・ヴィルヌーヴ | ジャック・ヴィルヌーヴ | ウィリアムズ-ルノー | 詳細     |
| 11       | ドイツグランプリ         | 7月28日  | ホッケンハイムリンク   | デイモン・ヒル         | デイモン・ヒル         | デイモン・ヒル         | ウィリアムズ-ルノー | 詳細     |
| 12       | ハンガリーグランプリ     | 8月11日  | ハンガロリンク         | ミハエル・シューマッハ | デイモン・ヒル         | ジャック・ヴィルヌーヴ | ウィリアムズ-ルノー | 詳細     |
| 13       | ベルギーグランプリ       | 8月25日  | スパ・フランコルシャン | ジャック・ヴィルヌーヴ | ゲルハルト・ベルガー   | ミハエル・シューマッハ | フェラーリ          | 詳細     |
| 14       | イタリアグランプリ       | 9月8日   | モンツァ               | デイモン・ヒル         | ミハエル・シューマッハ | ミハエル・シューマッハ | フェラーリ          | 詳細     |
| 15       | ポルトガルグランプリ     | 9月22日  | エストリル             | デイモン・ヒル         | ジャック・ヴィルヌーヴ | ジャック・ヴィルヌーヴ | ウィリアムズ-ルノー | 詳細     |
| 16       | 日本グランプリ           | 10月13日 | 鈴鹿                   | ジャック・ヴィルヌーヴ | ジャック・ヴィルヌーヴ | デイモン・ヒル         | ウィリアムズ-ルノー | 詳細     |

### 備考
1985年から最終戦としてアデレードで行われていたオーストラリアグランプリが、この年からメルボルンで開幕戦として行われた。

## エントリーリスト
| エントラント                                    | コンストラクター | シャーシ   | エンジン                  | タイヤ | ドライバー                                                                                    |
| ----------------------------------------------- | ---------------- | ---------- | ------------------------- | ------ | --------------------------------------------------------------------------------------------- |
| スクーデリア・フェラーリ                        | フェラーリ       | F310       | フェラーリTipo046（V10）  | G      | 1.ミハエル・シューマッハ 2.エディ・アーバイン                                                 |
| マイルドセブン・ベネトン・ルノー                | ベネトン         | B196       | ルノーRS8（V10）          | G      | 3.ジャン・アレジ 4.ゲルハルト・ベルガー                                                       |
| ロスマンズ・ウィリアムズ・ルノー                | ウィリアムズ     | FW18       | ルノーRS8（V10）          | G      | 5.デイモン・ヒル 6.ジャック・ヴィルヌーヴ                                                     |
| マールボロ・マクラーレン・メルセデス            | マクラーレン     | MP4/11     | メルセデスFO110（V10）    | G      | 7.ミカ・ハッキネン 8.デビッド・クルサード                                                     |
| リジェ・ゴロワーズ・ブロンド                    | リジェ           | JS43       | 無限MF301HA（V10）        | G      | 9.オリビエ・パニス 10.ペドロ・ディニス                                                        |
| ベンソン&ヘッジス・トタル・ジョーダン・プジョー | ジョーダン       | 196        | プジョーA12EV5（V10）     | G      | 11ルーベンス・バリチェロ 12.マーティン・ブランドル                                            |
| レッドブル・ザウバー・フォード                  | ザウバー         | C15        | フォードZETEC-R（V10）    | G      | 14.ジョニー・ハーバート 15.ハインツ＝ハラルド・フレンツェン                                   |
| フットワーク・ハート                            | フットワーク     | FA17       | ハート830（V8）           | G      | 16.リカルド・ロセット 17.ヨス・フェルスタッペン                                               |
| ティレル・レーシングオーガナイゼーション        | ティレル         | 024        | ヤマハOX11A（V10）        | G      | 18.片山右京 19.ミカ・サロ                                                                     |
| ミナルディチーム                                | ミナルディ       | M195B      | フォードED（V8）          | G      | 20.ペドロ・ラミー 21.ジャンカルロ・フィジケラ (21.)タルソ・マルケス (21.)ジョバンニ・ラバッジ |
| シャノン・フォルティ・コルセ                    | フォルティ       | FG01B,FG03 | フォードECA ZETEC-R（V8） | G      | 22.ルカ・バドエル 23.アンドレア・モンテルミーニ                                               |

### ドライバー変更
- タルソ・マルケス - 第2戦ブラジルGPから第3戦アルゼンチンGPまでフィジケラの代役として出走
- ジョバンニ・ラバッジ - 第11戦ドイツGPから第16戦日本GPまでフィジケラの代役として出走

## 1996年のドライバーズランキング
| 順位 | ドライバー                       | AUS | BRA | ARG | EUR | SMR | MON | ESP | CAN | FRA | GBR | GER | HUN | BEL | ITA | POR | JPN | ポイント |
| ---- | -------------------------------- | --- | --- | --- | --- | --- | --- | --- | --- | --- | --- | --- | --- | --- | --- | --- | --- | -------- |
| 1    | デイモン・ヒル                   | 1   | 1   | 1   | 4   | 1   | Ret | Ret | 1   | 1   | Ret | 1   | 2   | 5   | Ret | 2   | 1   | 97       |
| 2    | ジャック・ヴィルヌーヴ           | 2   | Ret | 2   | 1   | 11† | Ret | 3   | 2   | 2   | 1   | 3   | 1   | 2   | 7   | 1   | Ret | 78       |
| 3    | ミハエル・シューマッハ           | Ret | 3   | Ret | 2   | 2   | Ret | 1   | Ret | DNS | Ret | 4   | 9†  | 1   | 1   | 3   | 2   | 59       |
| 4    | ジャン・アレジ                   | Ret | 2   | 3   | Ret | 6   | Ret | 2   | 3   | 3   | Ret | 2   | 3   | 4   | 2   | 4   | Ret | 47       |
| 5    | ミカ・ハッキネン                 | 5   | 4   | Ret | 8   | 8†  | 6†  | 5   | 5   | 5   | 3   | Ret | 4   | 3   | 3   | Ret | 3   | 31       |
| 6    | ゲルハルト・ベルガー             | 4   | Ret | Ret | 9   | 3   | Ret | Ret | Ret | 4   | 2   | 13† | Ret | 6   | Ret | 6   | 4   | 21       |
| 7    | デビッド・クルサード             | Ret | Ret | 7   | 3   | Ret | 2   | Ret | 4   | 6   | 5   | 5   | Ret | Ret | Ret | 13  | 8   | 18       |
| 8    | ルーベンス・バリチェロ           | Ret | Ret | 4   | 5   | 5   | Ret | Ret | Ret | 9   | 4   | 6   | 6   | Ret | 5   | Ret | 9   | 14       |
| 9    | オリビエ・パニス                 | 7   | 6   | 8   | Ret | Ret | 1   | Ret | Ret | 7   | Ret | 7   | 5   | Ret | Ret | 10  | 7   | 13       |
| 10   | エディ・アーバイン               | 3   | 7   | 5   | Ret | 4   | 7†  | Ret | Ret | Ret | Ret | Ret | Ret | Ret | Ret | 5   | Ret | 11       |
| 11   | マーティン・ブランドル           | Ret | 12† | Ret | 6   | Ret | Ret | Ret | 6   | 8   | 6   | 10  | Ret | Ret | 4   | 9   | 5   | 8        |
| 12   | ハインツ＝ハラルド・フレンツェン | 8   | Ret | Ret | Ret | Ret | 4†  | 4   | Ret | Ret | 8   | 8   | Ret | Ret | Ret | 7   | 6   | 7        |
| 13   | ミカ・サロ                       | 6   | 5   | Ret | DSQ | Ret | 5†  | DSQ | Ret | 10  | 7   | 9   | Ret | 7   | Ret | 11  | Ret | 5        |
| 14   | ジョニー・ハーバート             | Ret | Ret | 9   | 7   | Ret | 3   | Ret | 7   | DSQ | 9   | Ret | Ret | Ret | 9†  | 8   | 10  | 4        |
| 15   | ペドロ・ディニス                 | 10  | 8   | Ret | 10  | 7   | Ret | 6   | Ret | Ret | Ret | Ret | Ret | Ret | 6   | Ret | Ret | 2        |
| 16   | ヨス・フェルスタッペン           | Ret | Ret | 6   | Ret | Ret | Ret | Ret | Ret | Ret | 10  | Ret | Ret | Ret | 8   | Ret | 11  | 1        |
| -    | 片山右京                         | 11  | 9   | Ret | DSQ | Ret | Ret | Ret | Ret | Ret | Ret | Ret | 7   | 8   | 10  | 12  | Ret | 0        |
| -    | リカルド・ロセット               | 9   | Ret | Ret | 11  | Ret | Ret | Ret | Ret | 11  | Ret | 11  | 8   | 9   | Ret | 14  | 13  | 0        |
| -    | ジャンカルロ・フィジケラ         | Ret |     |     | 13  | Ret | Ret | Ret | 8   | Ret | 11  |     |     |     |     |     |     | 0        |
| -    | ペドロ・ラミー                   | Ret | 10  | Ret | 12  | 9   | Ret | Ret | Ret | 12  | Ret | 12  | Ret | 10  | Ret | 16  | 12  | 0        |
| -    | ルカ・バドエル                   | DNQ | 11  | Ret | DNQ | 10  | Ret | DNQ | Ret | Ret | DNQ |     |     |     |     |     |     | 0        |
| -    | ジョバンニ・ラバッジ             |     |     |     |     |     |     |     |     |     |     | DNQ | 10† | DNQ | Ret | 15  | DNQ | 0        |
| -    | アンドレア・モンテルミーニ       | DNQ | Ret | 10  | DNQ | DNQ | DNS | DNQ | Ret | Ret | DNQ |     |     |     |     |     |     | 0        |
| -    | タルソ・マルケス                 |     | Ret | Ret |     |     |     |     |     |     |     |     |     |     |     |     |     | 0        |
| 順位 | ドライバー                       | AUS | BRA | ARG | EUR | SMR | MON | ESP | CAN | FRA | GBR | GER | HUN | BEL | ITA | POR | JPN | ポイント |

| 色   | 結果                                    |
| ---- | --------------------------------------- |
| 金色 | 勝者                                    |
| 銀色 | 2位                                     |
| 銅色 | 3位                                     |
| 緑   | ポイント獲得                            |
| 青   | 完走                                    |
| 青   | † 完走扱い（全周回数の90%以上走行）     |
| 青   | 規定周回数不足（NC）                    |
| 紫   | リタイア（Ret）                         |
| 赤   | 予選不通過（DNQ）                       |
| 赤   | 予備予選不通過（DNPQ）                  |
| 黒   | 失格（DSQ）                             |
| 白   | スタートせず（DNS）                     |
| 白   | レース中止（C）                         |
| 水色 | プラクティスのみ（PO）                  |
| 水色 | 金曜日テストドライバー（TD） 2003年以降 |
| 空欄 | プラクティス出走せず（DNP）             |
| 空欄 | 除外 (EX)                               |
| 空欄 | 到着せず (DNA)                          |
| 空欄 | 欠場 (WD)                               |

† リタイアしたがレース距離の90％以上を走行していたため完走扱い

## 1996年のコンストラクターズランキング
| 順位 | コンストラクター        | 車番 | AUS | BRA | ARG | EUR | SMR | MON | ESP | CAN | FRA | GBR | GER | HUN | BEL | ITA | POR | JPN | ポイント |
| ---- | ----------------------- | ---- | --- | --- | --- | --- | --- | --- | --- | --- | --- | --- | --- | --- | --- | --- | --- | --- | -------- |
| 1    | ウィリアムズ-ルノー     | 5    | 1   | 1   | 1   | 4   | 1   | Ret | Ret | 1   | 1   | Ret | 1   | 2   | 5   | Ret | 2   | 1   | 175      |
| 1    | ウィリアムズ-ルノー     | 6    | 2   | Ret | 2   | 1   | 11  | Ret | 3   | 2   | 2   | 1   | 3   | 1   | 2   | 7   | 1   | Ret | 175      |
| 2    | フェラーリ              | 1    | Ret | 3   | Ret | 2   | 2   | Ret | 1   | Ret | DNS | Ret | 4   | 9   | 1   | 1   | 3   | 2   | 70       |
| 2    | フェラーリ              | 2    | 3   | 7   | 5   | Ret | 4   | 7   | Ret | Ret | Ret | Ret | Ret | Ret | Ret | Ret | 5   | Ret | 70       |
| 3    | ベネトン-ルノー         | 3    | Ret | 2   | 3   | Ret | 6   | Ret | 2   | 3   | 3   | Ret | 2   | 3   | 4   | 2   | 4   | Ret | 68       |
| 3    | ベネトン-ルノー         | 4    | 4   | Ret | Ret | 9   | 3   | Ret | Ret | Ret | 4   | 2   | 13  | Ret | 6   | Ret | 6   | 4   | 68       |
| 4    | マクラーレン-メルセデス | 7    | 5   | 4   | Ret | 8   | 8   | 6   | 5   | 5   | 5   | 3   | Ret | 4   | 3   | 3   | Ret | 3   | 49       |
| 4    | マクラーレン-メルセデス | 8    | Ret | Ret | 7   | 3   | Ret | 2   | Ret | 4   | 6   | 5   | 5   | Ret | Ret | Ret | 13  | 8   | 49       |
| 5    | ジョーダン-プジョー     | 11   | Ret | Ret | 4   | 5   | 5   | Ret | Ret | Ret | 9   | 4   | 6   | 6   | Ret | 5   | Ret | 9   | 22       |
| 5    | ジョーダン-プジョー     | 12   | Ret | 12  | Ret | 6   | Ret | Ret | Ret | 6   | 8   | 6   | 10  | Ret | Ret | 4   | 9   | 5   | 22       |
| 6    | リジェ-無限ホンダ       | 9    | 7   | 6   | 8   | Ret | Ret | 1   | Ret | Ret | 7   | Ret | 7   | 5   | Ret | Ret | 10  | 7   | 15       |
| 6    | リジェ-無限ホンダ       | 10   | 10  | 8   | Ret | 10  | 7   | Ret | 6   | Ret | Ret | Ret | Ret | Ret | Ret | 6   | Ret | Ret | 15       |
| 7    | ザウバー-フォード       | 14   | Ret | Ret | 9   | 7   | Ret | 3   | Ret | 7   | DSQ | 9   | Ret | Ret | Ret | 9   | 8   | 10  | 11       |
| 7    | ザウバー-フォード       | 15   | 8   | Ret | Ret | Ret | Ret | 4   | 4   | Ret | Ret | 8   | 8   | Ret | Ret | Ret | 7   | 6   | 11       |
| 8    | ティレル-ヤマハ         | 18   | 11  | 9   | Ret | DSQ | Ret | Ret | Ret | Ret | Ret | Ret | Ret | 7   | 8   | 10  | 12  | Ret | 5        |
| 8    | ティレル-ヤマハ         | 19   | 6   | 5   | Ret | DSQ | Ret | 5   | DSQ | Ret | 10  | 7   | 9   | Ret | 7   | Ret | 11  | Ret | 5        |
| 9    | フットワーク-ハート     | 16   | 9   | Ret | Ret | 11  | Ret | Ret | Ret | Ret | 11  | Ret | 11  | 8   | 9   | Ret | 14  | 13  | 1        |
| 9    | フットワーク-ハート     | 17   | Ret | Ret | 6   | Ret | Ret | Ret | Ret | Ret | Ret | 10  | Ret | Ret | Ret | 8   | Ret | 11  | 1        |
| -    | ミナルディ-フォード     | 20   | Ret | 10  | Ret | 12  | 9   | Ret | Ret | Ret | 12  | Ret | 12  | Ret | 10  | Ret | 16  | 12  | 0        |
| -    | ミナルディ-フォード     | 21   | Ret | Ret | Ret | 13  | Ret | Ret | Ret | 8   | Ret | 11  | DNQ | 10  | DNQ | Ret | 15  | DNQ | 0        |
| -    | フォルティ-フォード     | 22   | DNQ | 11  | Ret | DNQ | 10  | Ret | DNQ | Ret | Ret | DNQ |     |     |     |     |     |     | 0        |
| -    | フォルティ-フォード     | 23   | DNQ | Ret | 10  | DNQ | DNQ | DNS | DNQ | Ret | Ret | DNQ |     |     |     |     |     |     | 0        |
| 順位 | コンストラクター        | 車番 | AUS | BRA | ARG | EUR | SMR | MON | ESP | CAN | FRA | GBR | GER | HUN | BEL | ITA | POR | JPN | ポイント |

- フォルティは第10戦イギリスGPを最後に撤退。